# Lijst van rivieren in China

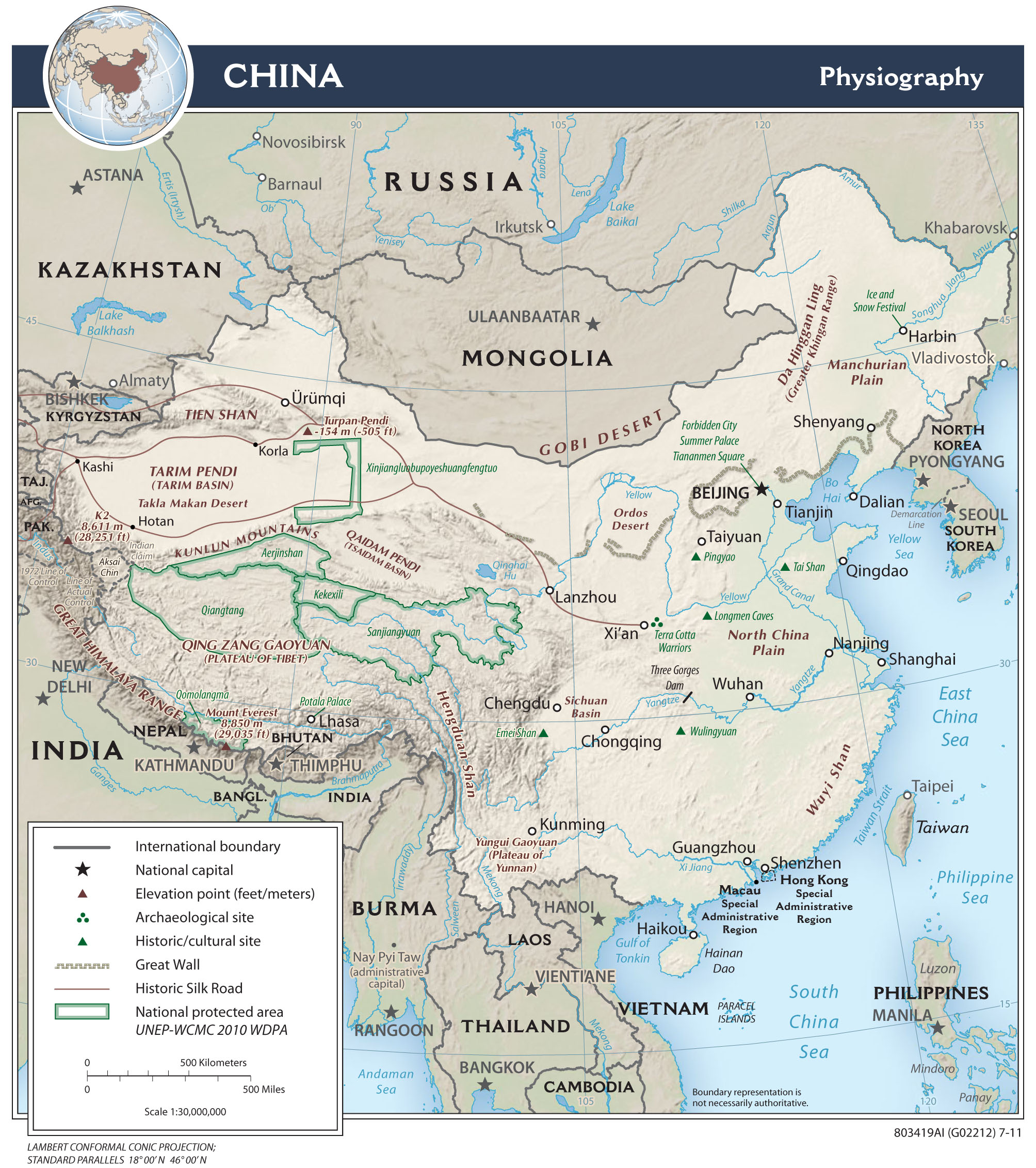
Kaart van China.

Dit is een lijst van rivieren in China. De rivieren in deze lijst zijn geordend naar drainagebekken en de opeenvolgende zijrivieren zijn ingesprongen weergegeven onder de naam van elke hoofdrivier.

## Zee van Ochotsk
- Heilong (黑龙江) (Amoer)
  - Oessoeri (乌苏里江)
    - Muling (穆棱河)
    - Songacha (松阿察河)

  - Songhua (松花江)
    - Ashi (阿什河)
    - Tweede Songhua（第二松花江）
    - Woken (倭肯河)
    - Mudan (牡丹江)
    - Nen (嫩江)
      - Gan (Binnen-Mongolië) (甘河)

    - Huifa (辉发河)

  - Argoen (额尔古纳河)
    - Hailar (海拉尔河)
    - Hulunmeer（呼伦湖）
      - Kherlen (克鲁伦河)

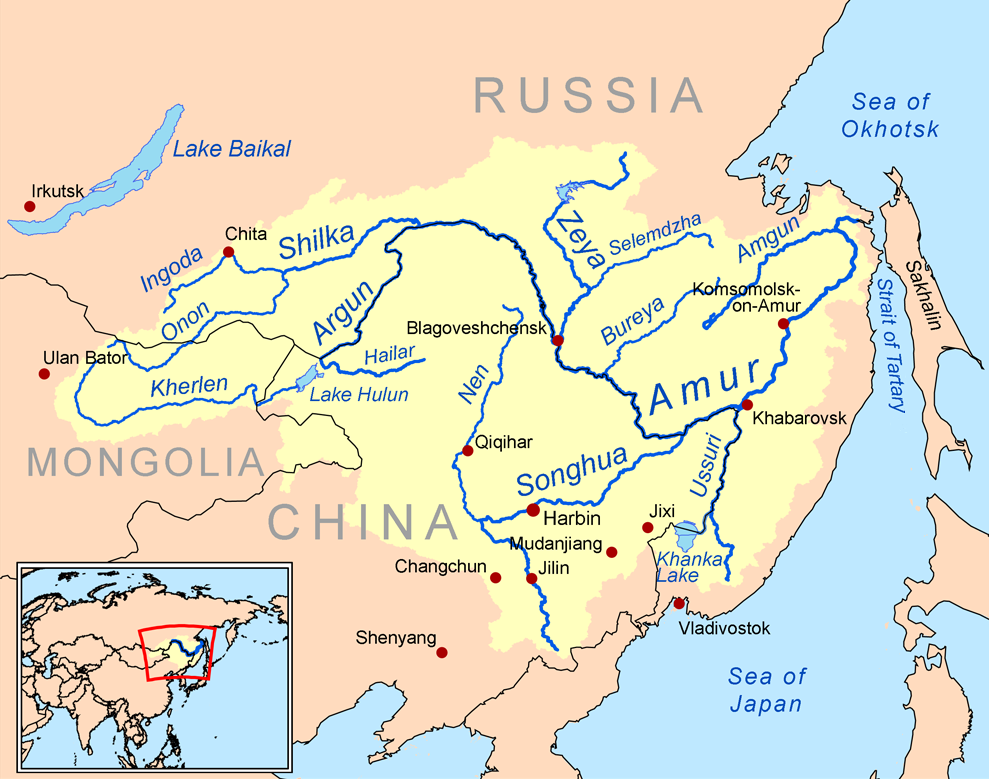
Stroomgebied Amoer.

      - Buirmeer（贝尔湖）（voornamelijk in Mongolië）

## Japanse Zee
- Suifen (绥芬河) / Razdolnaja (Rusland)
- Tumen (图们江)
  - Hunchun (珲春河)

## Bohaizee
- Anzi (鞍子河)
- Fuzhou (复州河)
- Daliao (大辽河)

- Liao (辽河)
  - Taizi (太子河)
  - Hun (浑河)
  - Liu (柳河)
  - Dongliao (东辽河)
  - Xiliao (西辽河)
    - Xar Moron (西拉木伦河)
- Daling (大凌河)
- Yantai (烟台河)
- Liugu (六股河)
- Shi (石河)
- Gou (狗河)
- Dashi (大石河)
- Jiujiang (九江河)
- Dai (戴河)
- Yang (洋河)
- Luan (滦河)
- Hai (海河)
  - Chaobai(潮白河)
    - Chao
    - Bai

- - Wei (潍河)
  - Zhang (漳河)
  - Yongding (永定河)
    - Sanggan (桑干河)
    - Yang He (洋河)

  - Daqing (大清河)
    - Juma (拒马河)

  - Wei (卫河)
- Tuhai

- Gele Rivier (Huang He) (黃河)
  - Luo (Henan) (洛河(南))
  - Yi(伊河)
  - Qin (沁河)
  - Wei (渭河)
    - Jing (泾河)
    - Luo (Shaanxi) (洛河(北))

  - Fen (汾河)
  - Yan (延河)
  - Wuding (无定河/無定河)
  - Kuye (窟野河)
  - Dahei (大黑河)
  - Qingshui (清水河)
  - Zuli (祖厉河/祖厲河)
  - Tao (洮河)
  - Daxia (大夏河)
  - Star (湟水)
  - Witte rivier (白河)

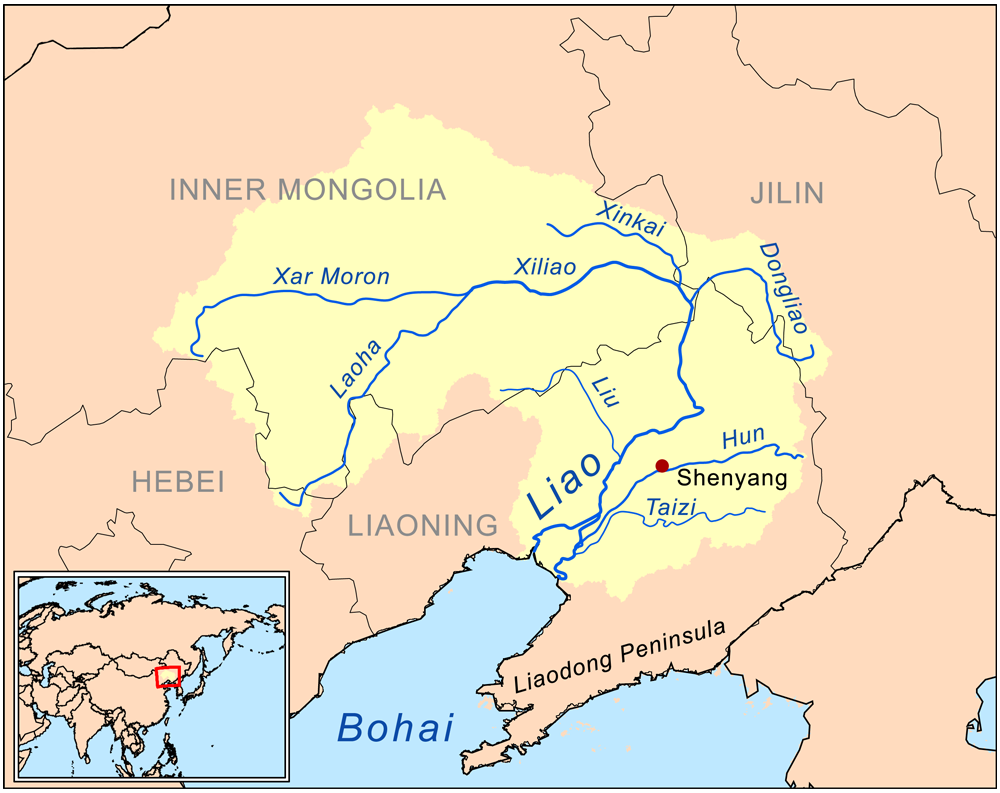
Stroomgebied Liao.

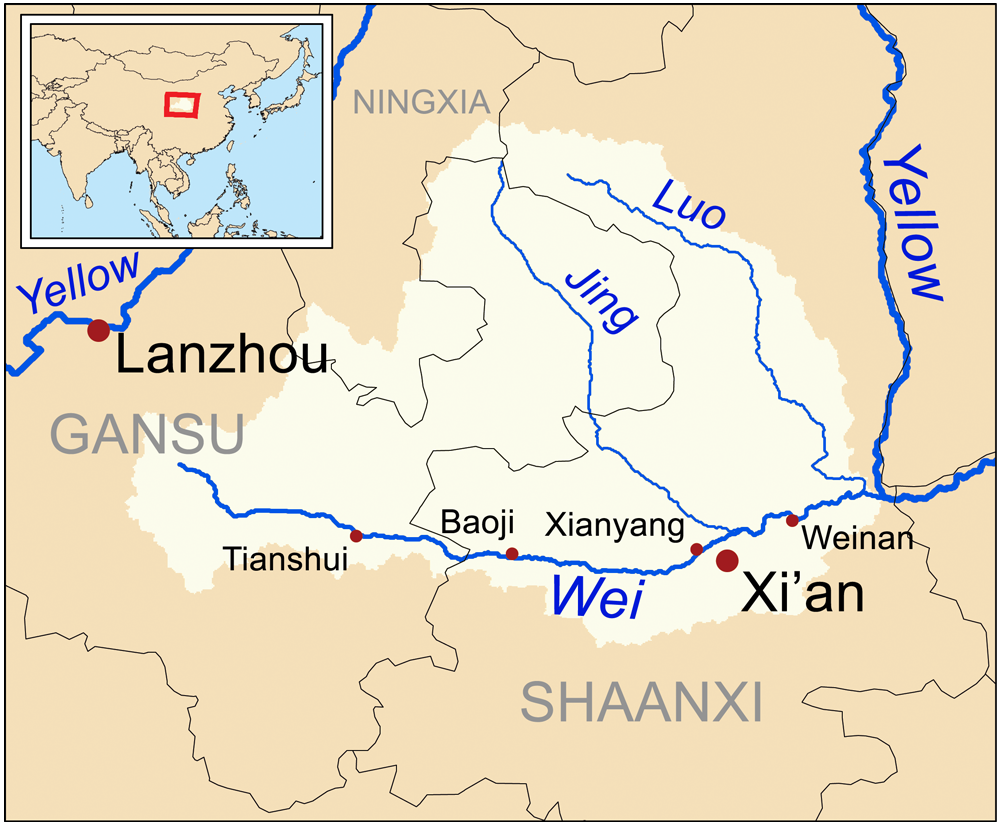
Stroomgebied Wei.

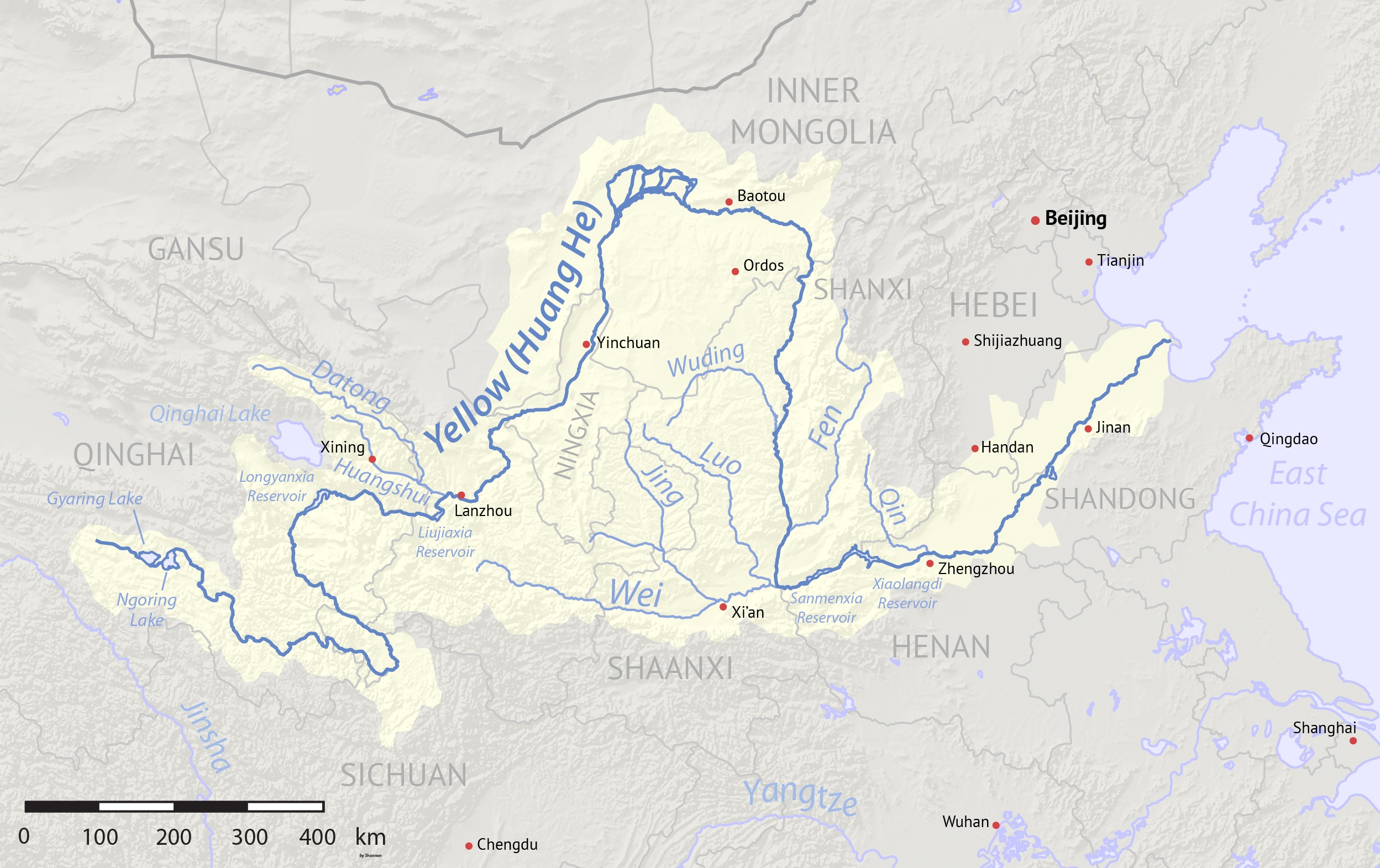
Stroomgebied Gele Rivier

- Xiaoqing (小清河, eerder bekend als 济河)
  - Zihe (淄河)
  - (Xin)Tahe
    - Yanghe (阳河)

  - Zhangseng
    - Mihe

## Gele Zee
- Yalu (鸭绿江) - Koreabaai
- Dayang (大洋河) - Koreabaai
- Huli (湖里河) - Koreabaai
- Yingna (英那河) - Koreabaai
- Zhuang (庄河) - Koreabaai
- Xiaosi (小寺河) - Koreabaai
- Jiao (胶河)
- Yishui (沂河)
  - Shu (沭河)
  - Si (泗河)

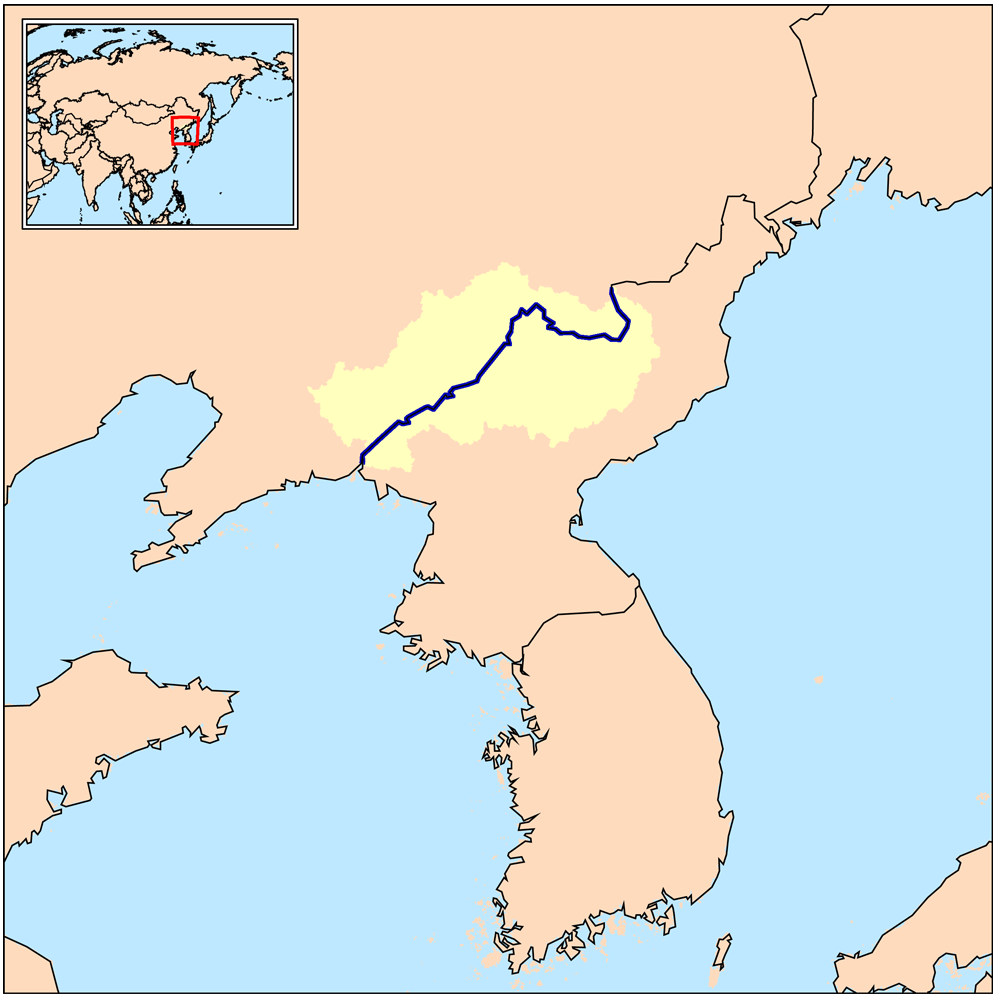
Stroomgebied Yalu.

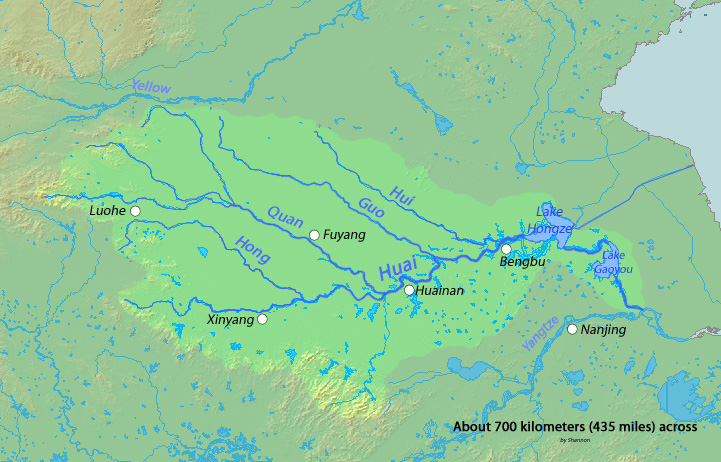
Stroomgebied Huai.

- Northern Jiangsu Irrigation Channel
  - Hongzemeer（洪泽湖）
    - Huai (淮河)
      - Hui (浍河)
      - Guo (涡河)
      - Ying (颍河) - ook bekend als Shaying (沙颖)
      - Xiaorun (小润河)
      - Gu (谷河)
      - Shiguan (史灌河)
        - Guan (灌河)
        - Hong (洪河)

      - Huang (潢河)
      - Lü (闾河)
      - Ming (明河)
      - You (游河)
      - Yue, Shaanxi

## Oost-Chinese Zee

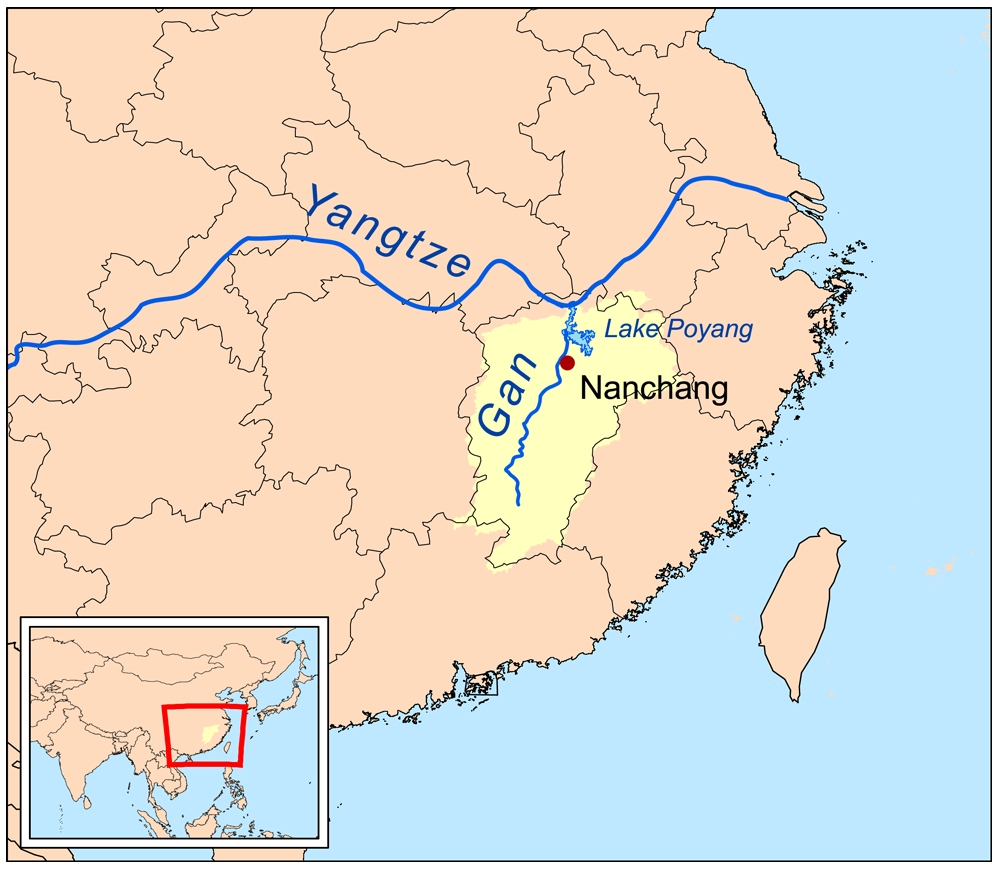
Gan en Poyangmeer in Jiangxi.

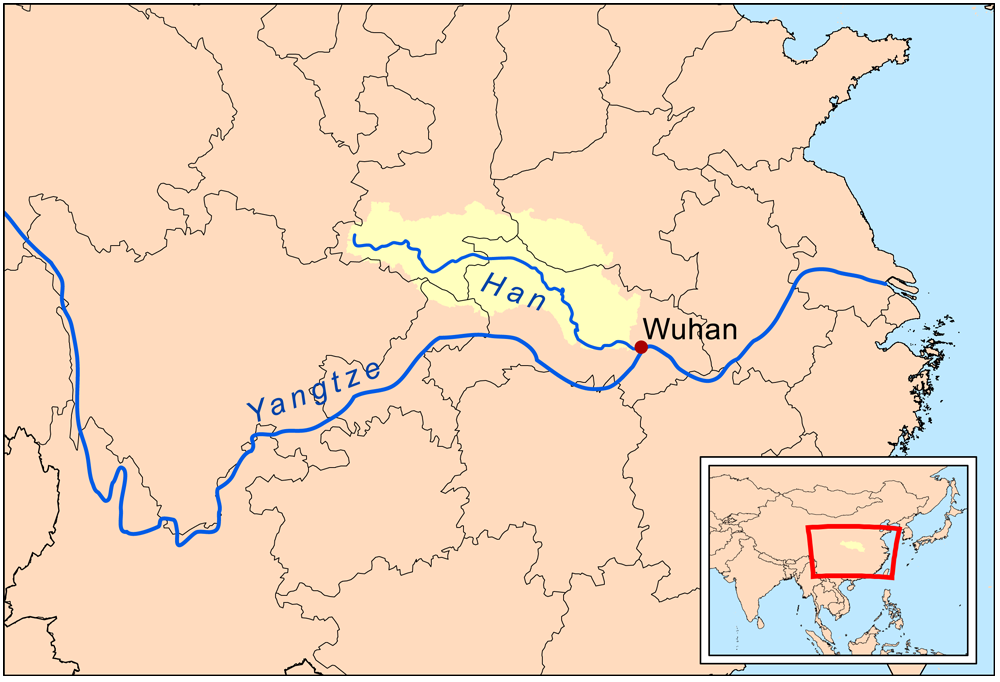
Stroomgebied van de Han in Hubei, zuidelijk Shaanxi en zuidwestelijk Henan.

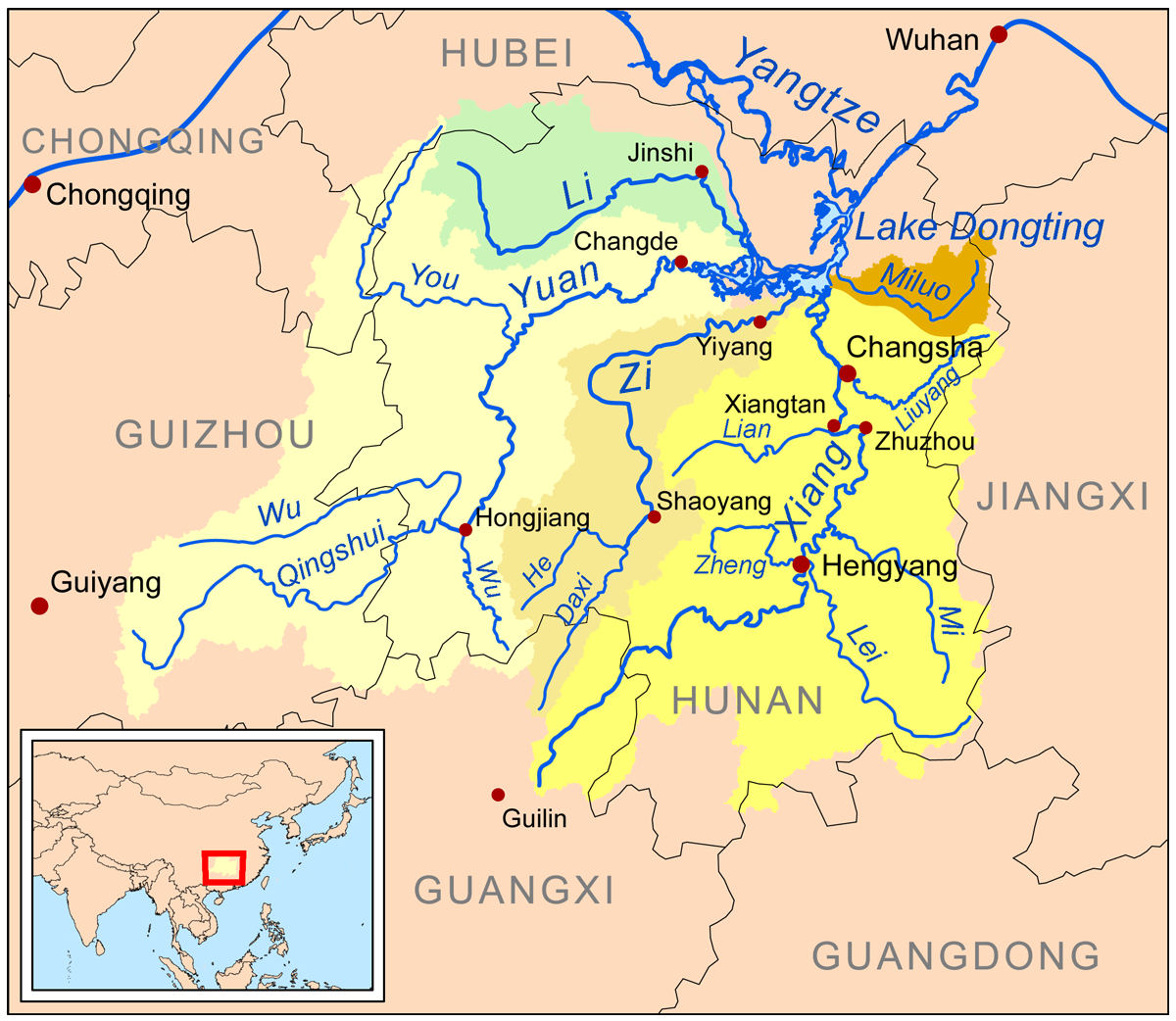
Dongtingmeer en de Lishui, Yuan, Zi, Xiang en Miluos in Hunan.

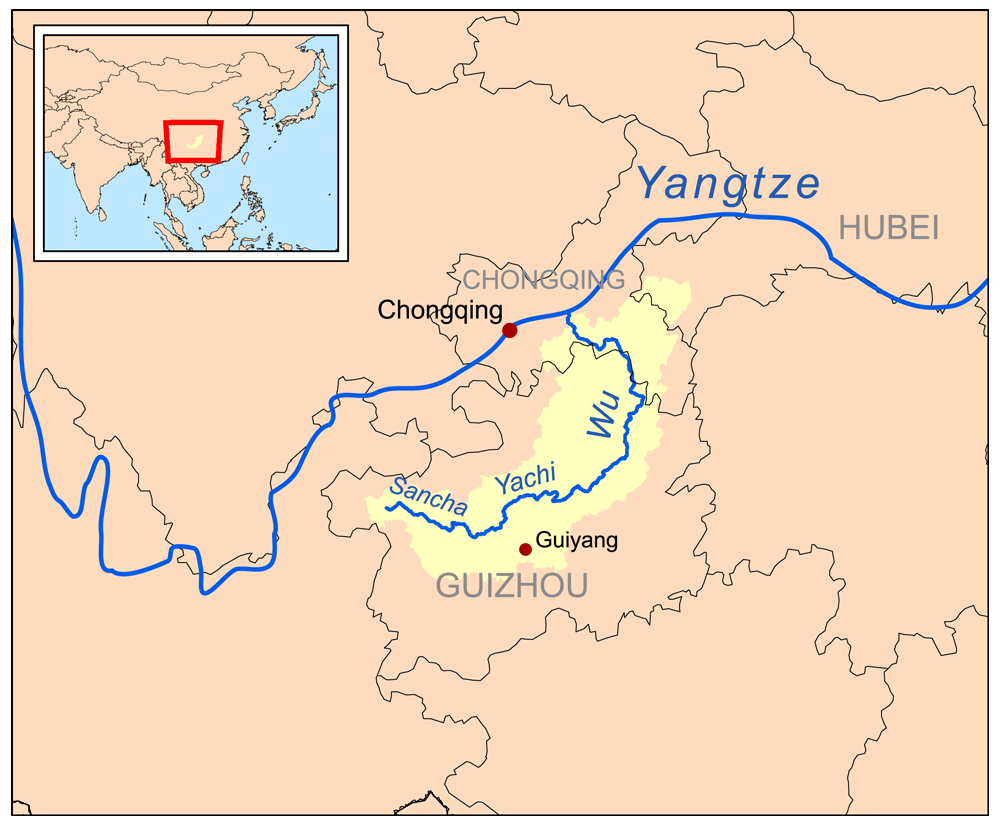
Stroomgebied van de Wu in Guizhou.

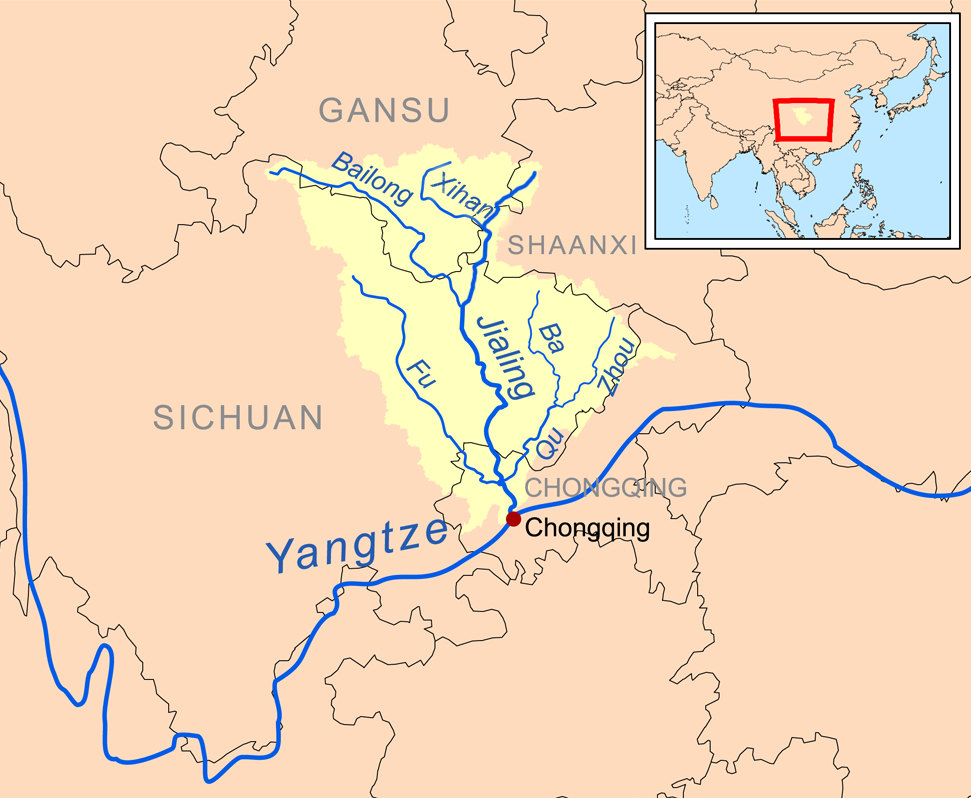
Stroomgebied Jialing in Chongqing, oostelijk Sichuan en zuidelijk Gansu.

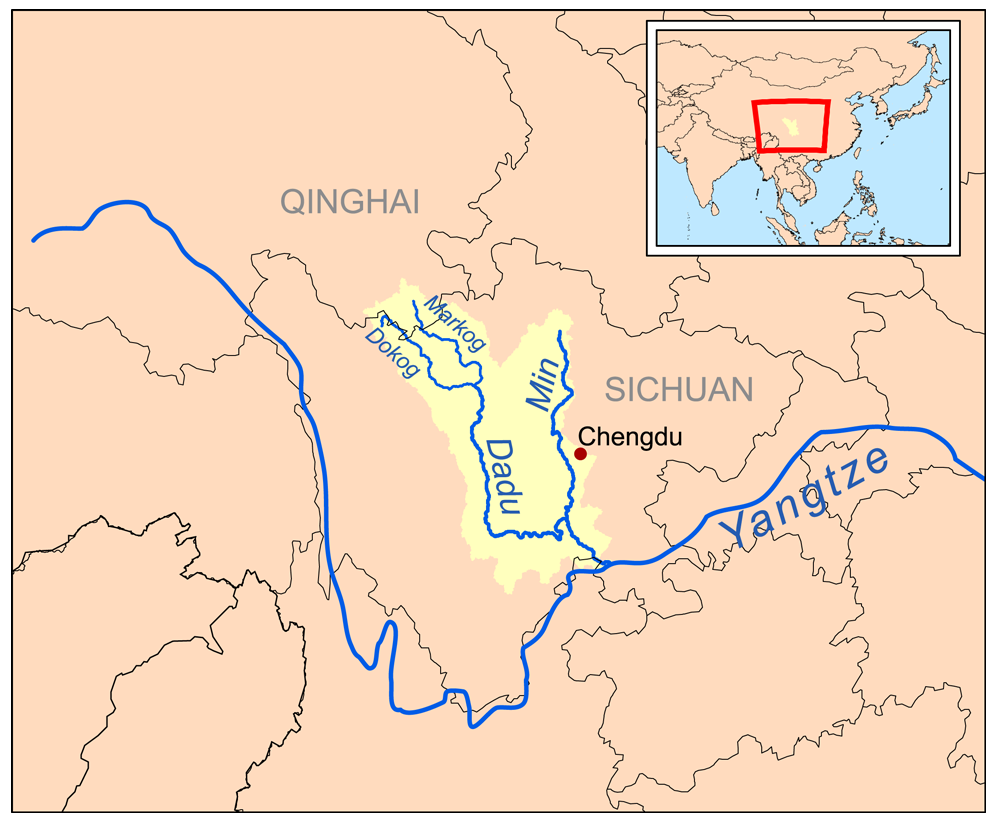
Min in centraal Sichuan.

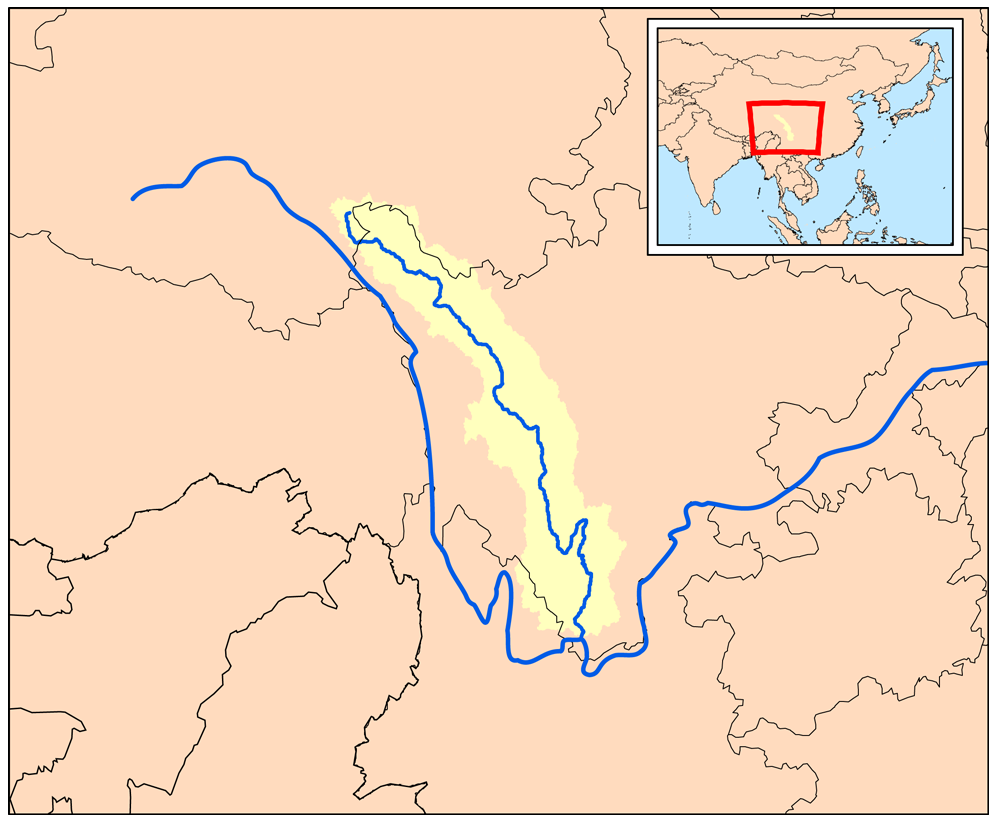
Yalong in westelijk Sichuan en zuidelijk Qinghai.

- Yangtze (Chang Jiang 长江; de bovenloop wordt Jinsha Jiang 金沙江 en Tongtian 通天河 genoemd)
  - Huangpu (黃浦江)
    - Suzhou (苏州河, 吴淞江)

  - Xitiao (西苕溪)
    - Daxi

  - Grote Kanaal (大运河)
  - Qinhuai
    - Gaoyoumeer (高邮湖)
      - Sanhe (三河)
        - Hongzemeer
          - Huai

  - Guxi (姑溪河)
    - Shijiumeer (石臼湖)

  - Yuxi (裕溪河)
    - Chaomeer
    - Nanfei（南淝河)

  - Qingyi (青弋江)
    - Jingshan (荆山河)
    - Daoni (倒逆河)
    - Zhaxi (渣溪河)
    - Machuan (麻川河)
    - Taipingmeer (太平湖)
      - Sanxikou (三溪口)
      - Qingxi (清溪河)
      - Shuxi (舒溪河)

  - Poyangmeer
    - Gan (赣江)
      - Zhang (章江)
      - Gongshui (貢水)
        - Mei (梅河)
        - Xiang (湘水)

    - Fuhe (抚河)
    - Xin (信江)

  - Fushui (富水)
  - She (灄水)
  - Han (汉江 or 汉水)
    - Chi (池水)
    - Muma (牧马河)
    - Du

  - Dongtingmeer
    - Miluo (汨罗江)
    - Xiang (湘江)
      - Xiaoshui (瀟水)
      - Zhengshui (氶水)

    - Zijiang (Zi) (资江)
    - Yuanjiang (Yuan) (沅江)
    - Lishui (Li) (澧水)
      - Loushui (溇水)

  - Qing (清江)
  - Huangbo (黄柏河)
  - Shennong (神农溪)
  - Daning(大宁河)
  - Wu (巫水)
  - Modao (磨刀溪)
  - Jialing (嘉陵江)
    - Fujiang (涪江)
    - Qujiang (渠江)
    - Baishui (白水)
    - Bailong (白龙江)
    - Liuchong

  - Longxi (龙溪河）
  - Huaxi (花溪河)
  - Qi (綦江)
  - Sunxi (笋溪河)
  - Wu (乌江)
  - Qingshuihe
  - Tuo (沱江)
  - Chishui (赤水河)
  - Min (Sichuan) (岷江)
    - Dadu (大渡河)
      - Qingyi Jiang (青衣江)
      - Nanya

    - Caopo

  - Yalong (雅砻江)
    - Muli

  - Shuoduogang (硕多岗河)
  - Dianchimeer
- Qiantang (钱塘江) / Xin'an (新安江)
  - Heng (横江)
    - Longchuan (龙川)
    - Fengxi (丰溪河)
- Cao'e (曹娥江)
- Yong (甬江)
- Jiao (椒江)
- Ou (Zhejiang) (瓯江)
- Mulan (木蘭溪畔)
  - Xikou
  - Dajixi

## Straat van Taiwan
- Min Jiang (Fujian) (闽江)
- Long (Fujian) (龙江)
- Quanzhoubaai:
  - Luo (Fujian) (洛江)
  - Jin (Fujian) (晋江)
- Jiulong (九龙江)

## Zuid-Chinese Zee

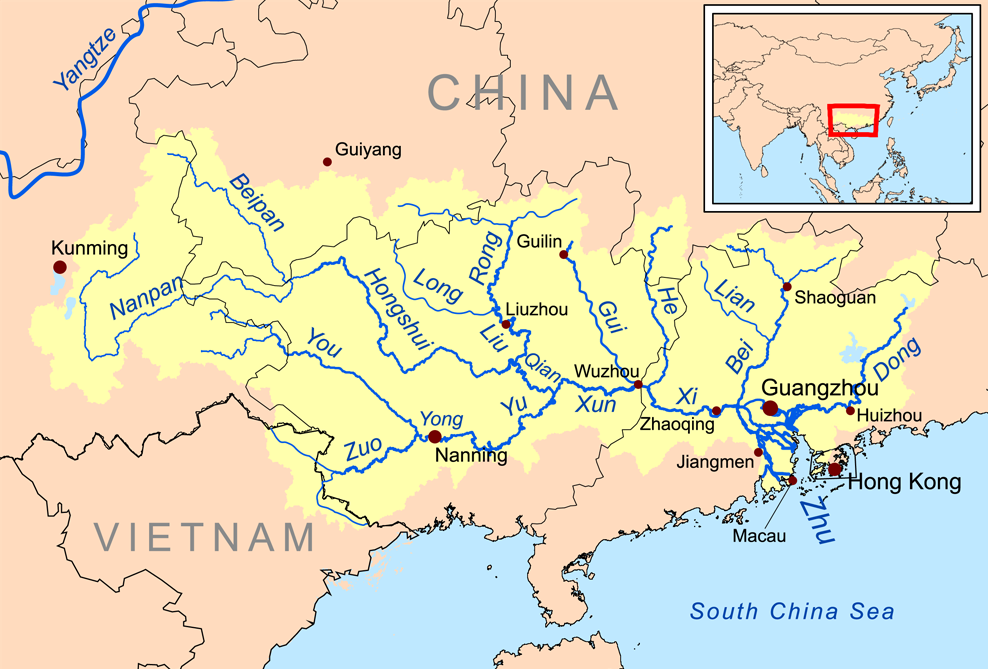
Stroomgebied Parelrivier.

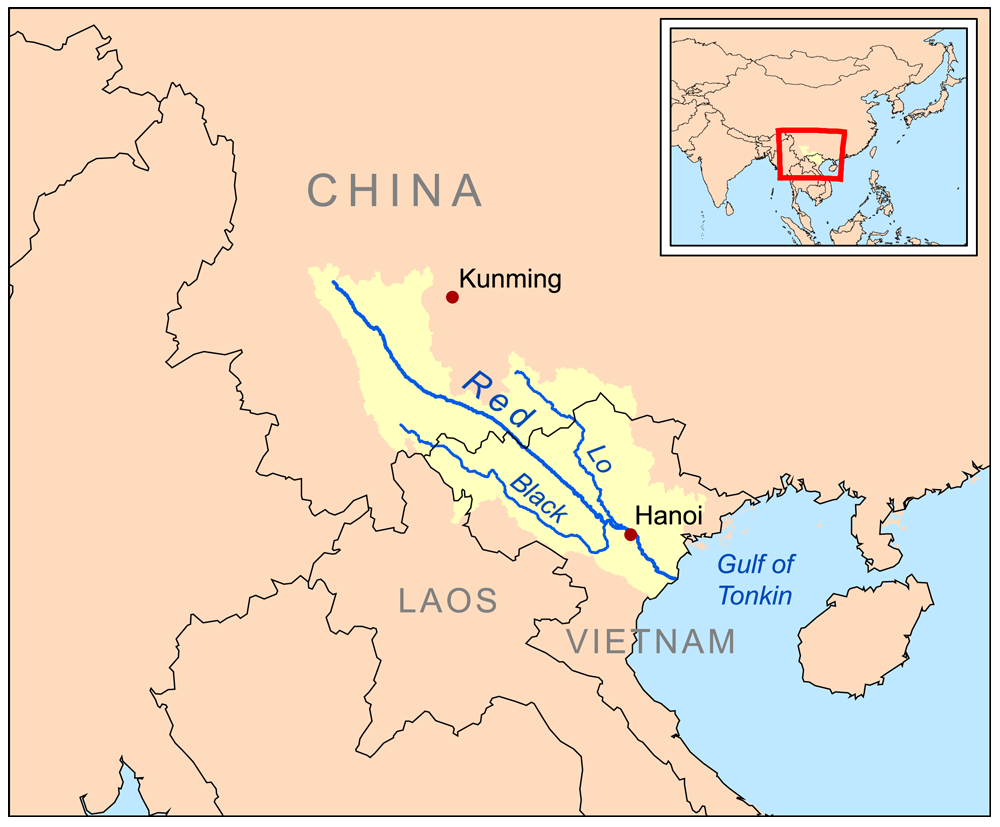
Stroomgebied Rode Rivier.

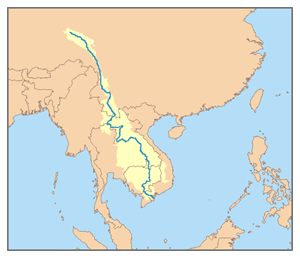
Stroomgebied Lancang (Mekong).

- Han (韩江)
  - Mei (梅江)
    - Ning (宁江)

  - Ting (汀江)
  - Dajing (大靖河)
- Parelrivier (Zhu Jiang) (珠江)
  - Dongjiang (Dong) (东江)
  - Liuxihe
  - Beijiang (Bei) (北江)
  - Xinfeng
  - Xijiang (Xi) (西江)
    - Guijiang (Gui) (桂江)
      - Lijiang (Li) (漓江)

    - Xunjiang (Xun) (浔江)
      - Qian (黔江)
        - Liu (柳江)
          - Rong (融江
          - Long (Guangxi)龙江)

        - Hongshui (Rode Rivier) (红水河)
          - Beipan (北盘江)
          - Nanpan (南盘江)
            - Qu (曲江)
              - Lian (zijrivier Qu) (练江)

    - Yujiang (Yu) (鬱江)
      -         - Yongjiang (Yong) (邕江)
          - Zuojiang (Zuo) (左江)
          - Youjiang (You) (右江)
- Beilun (北仑河)
- Yuan (元江) / (Rode Rivier)
  - Nanwen (南温河) / Lô
  - Lixian (李仙江) / (Đà)
- Lancang (澜沧江) (Mekong)
  - Nanju (南桔河)
  - Nanla (南腊河)
  - Luosuo (罗梭江)

### Eiland Hainan

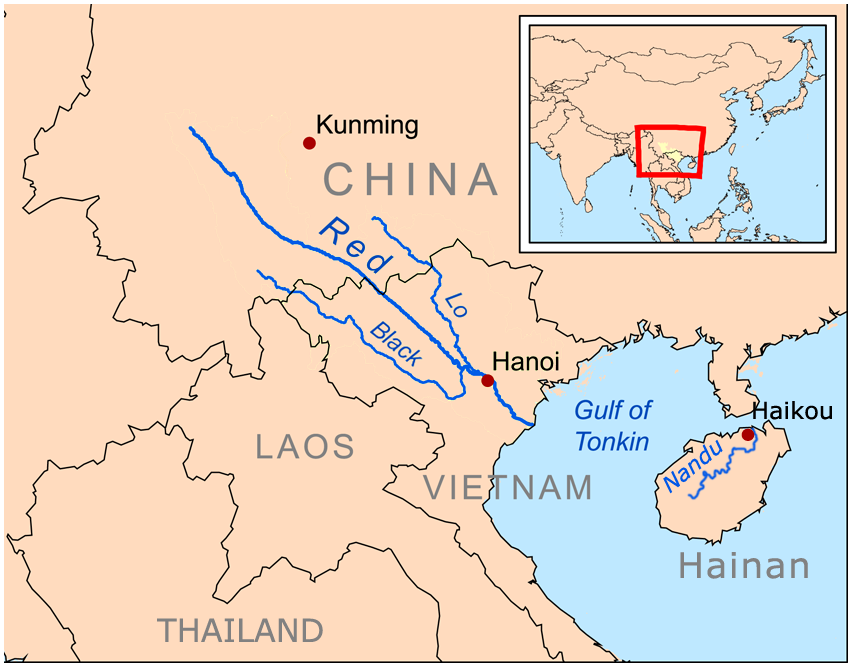
Stroomgebied Nandu, provincie Hainan

- Nandu（南渡江）
  - Haidian
- Wanquan（万泉河）

## Andamanse Zee

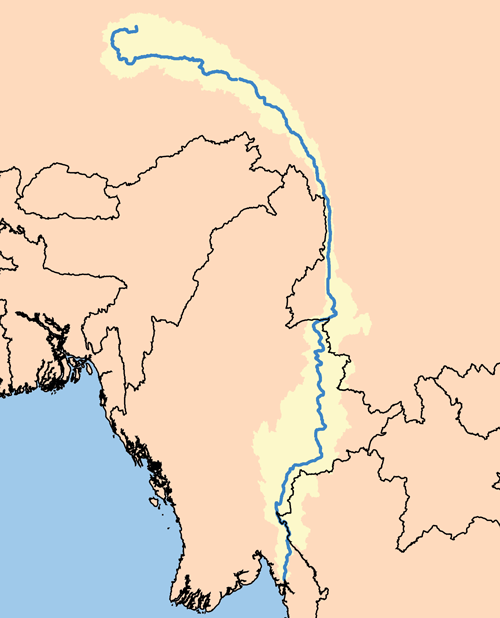
Stroomgebied Nu (Salween).

- Nu (怒江) / (Salween)
  - Wanma (万马河)
  - Hongyang (硔养河)
  - Mengboluo (勐波罗河)
  - Supa (苏帕河)
  - Shidian (施甸河)
  - Luomingba (罗明坝河)
- Irrawaddy (Myanmar)
  - Daying (大盈江) / (Taping)
  - Longchuan (龙川江) / (Shweli)
  - N'Mai (Myanmar)
    - Dulong (独龙江)

## Golf van Bengalen
- Meghna (Bangladesh)

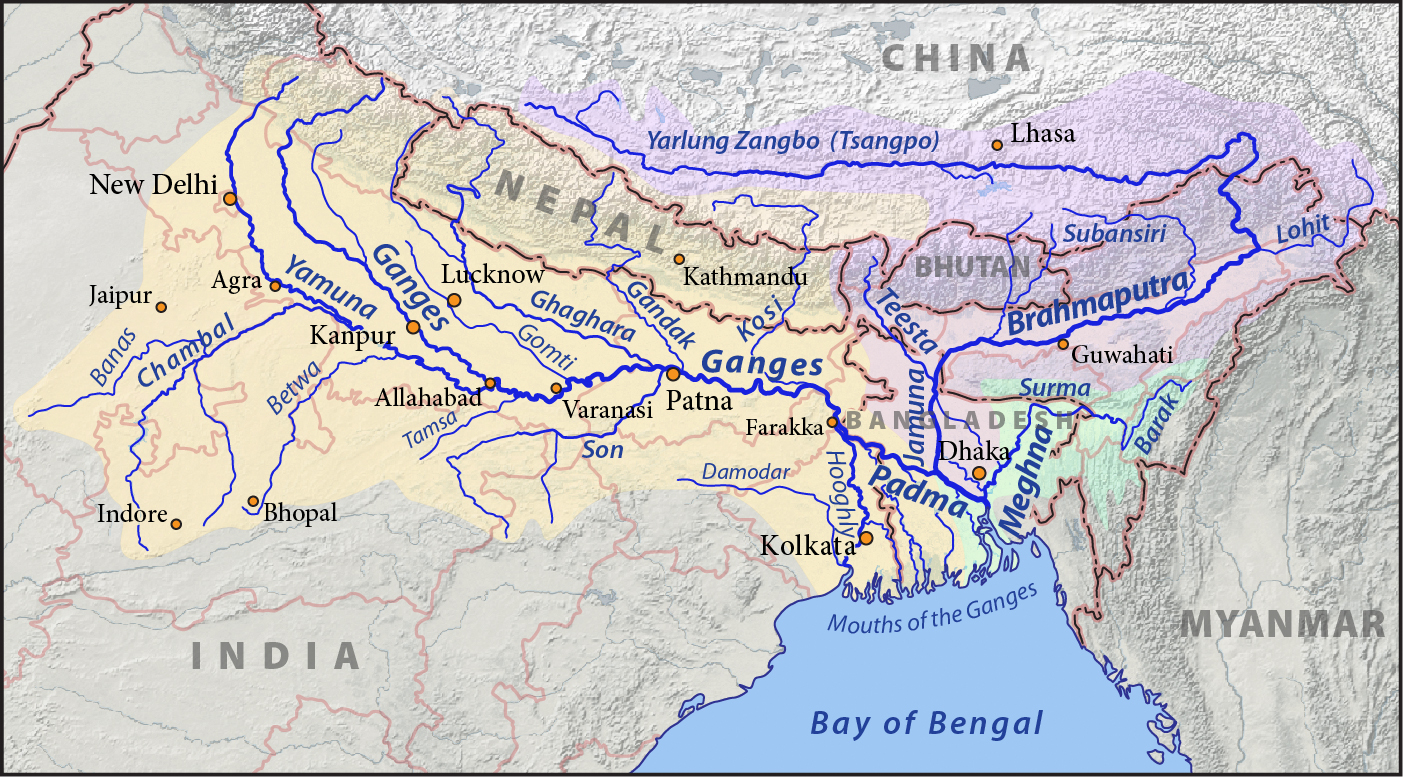
Stroomgebieden van de Ganges (geel), Brahmaputra (paars) en Meghna (groen).

  - Ganges (India) / Padma (Bangladesh)
    - Yarlung Tsangpo ( ཡར་ཀླུངས་གཙང་པོ་, 雅鲁藏布江)
      - Subansiri(西巴霞曲)
      - Lhasa
      - Parlung Tsangpo (帕隆藏布)
        - Yigong Tsangpo（易贡藏布）

      - Zayuqu (察隅曲) / Lohit
      - Nyang ( ཉང་ཆུ, 尼洋曲)

    - Manas (Bhutan / India)
      - Lhobrak Chhu / Kuri Chhu

    - Kosi (Nepal / India)
      - Bum Chu (བུམ་ཆུ, 澎曲 / 阿龙河) / Arun
      - Matsang Tsangpo (མ་གཙང་གཙང་པོ།, 麻章藏布) / Sun Kosi
      - Rongshar Tsangpo (波特科西) / Bhote Koshi

    - Ghaghara (格尔纳利河)

## Arabische Zee
- Sênggê Zangbo (སེང་གེ།་གཙང་པོ, 狮泉河) / Indus)
  - Panjnad (Pakistan)
    - Langqên Zangbo (གླང་ཆེན་གཙང་པོ, 象泉河) / Sutlej)

## Noordelijke IJszee

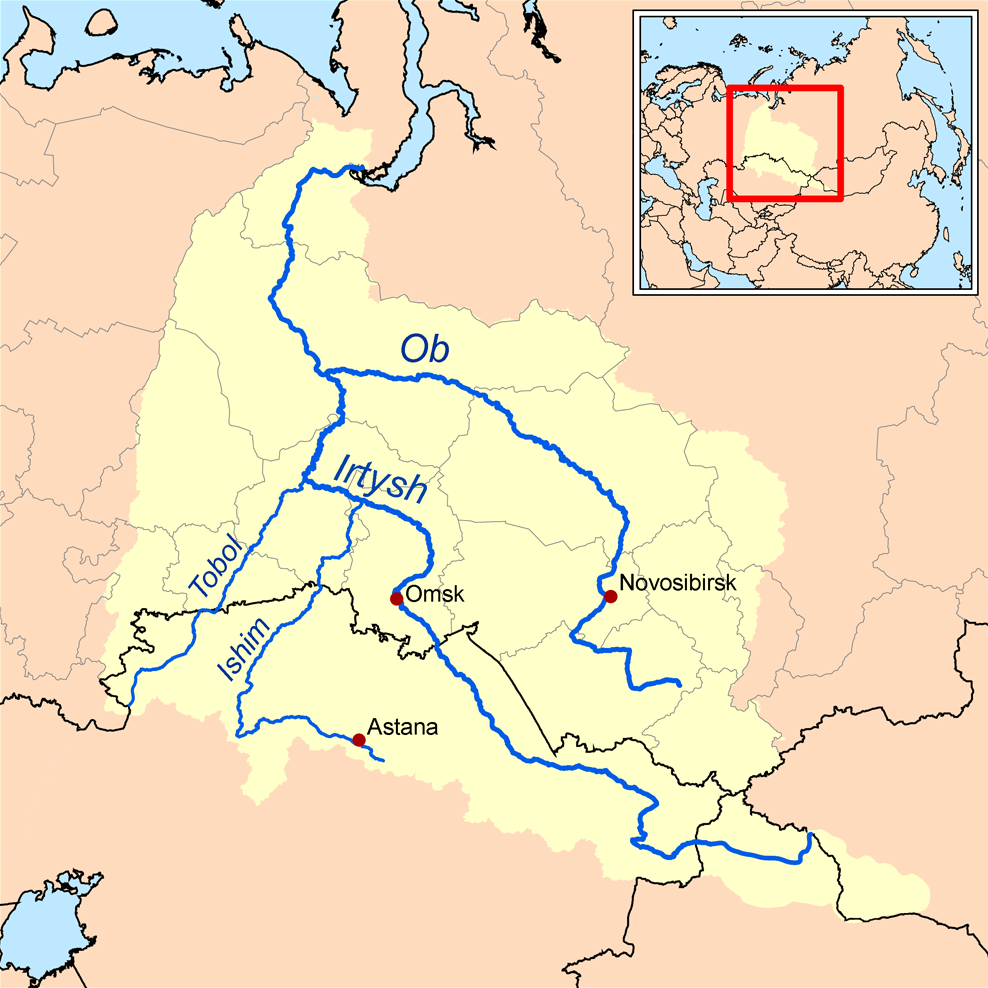
Stroomgebied Ob-Irtysj.

- Ob (Rusland)
  - Irtysj (额尔齐斯河)
    - Bieliezeke (别列则克河)
    - Haba (哈巴河)
    - Burqin (布尔津河)
      - Kanas
        - Kanasmeer

      - Hemu

    - Kala Irtysj (喀拉额尔齐斯河)

## Endoreïsche bekkens

### Dzungarianbekken
- Ulungurmeer (乌伦古湖)
  - Ulungur (乌伦古河)
- Manasmeer (玛纳斯湖)
  - Manas (玛纳斯河)
- Ailikmeer (艾里克湖)
  - Baiyang (白杨河)

### Ilibekken

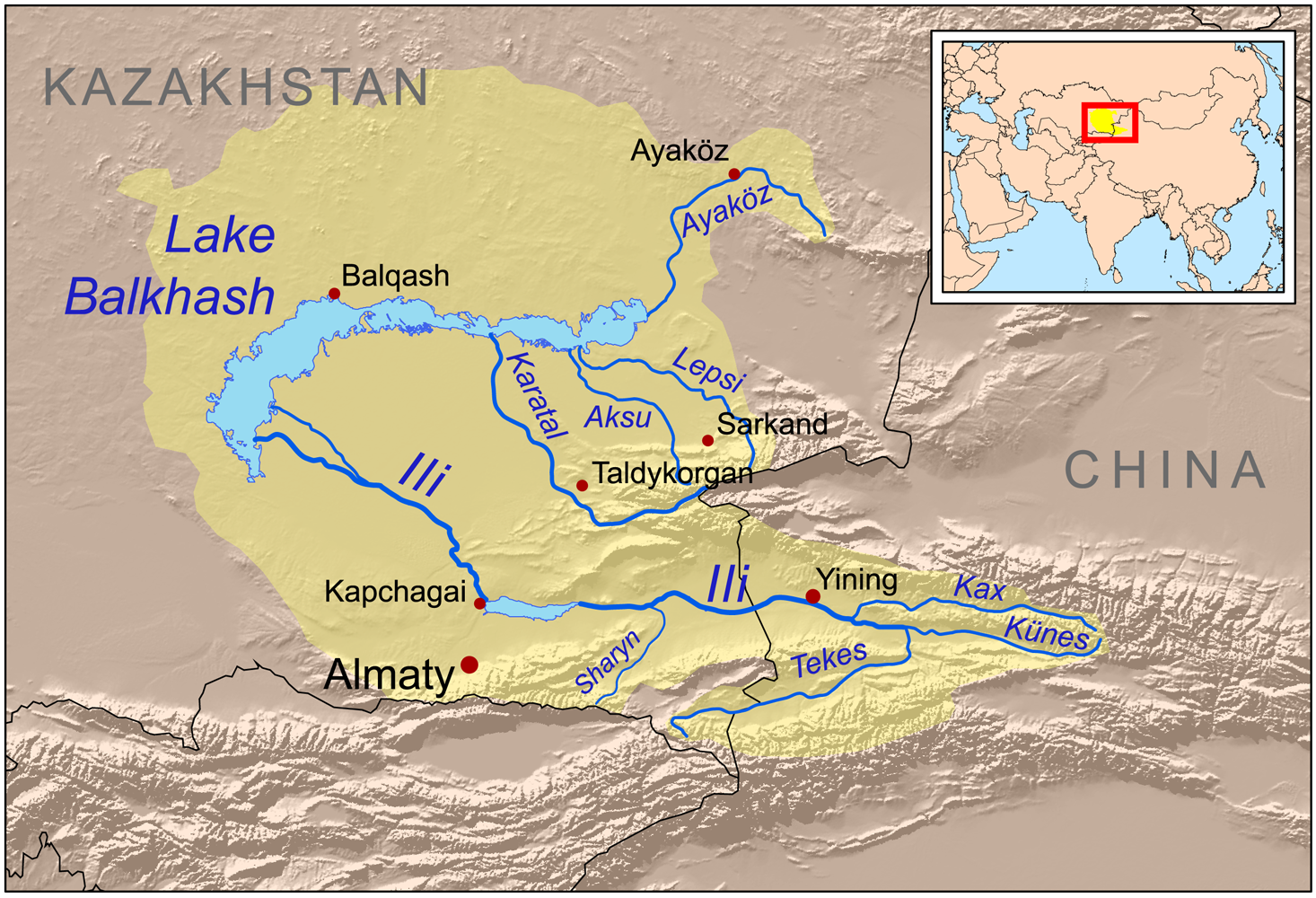
Stroomgebied Ili.

- Balkhashmeer (Kazachstan)
  - Ili
    - Kax (喀什河; ook wel Kash genoemd)
    - Tekes (特克斯河)

### Juyanmeer
- Ejin

### Alakolmeer
- Alakolmeer (Kazachstan)
  - Emil (Emin)
- Zhalanashkolmeer (Kazachstan)
  - Terekty (Tielieketi)

### Qaidambekken
- Golmud

### Tarimbekken

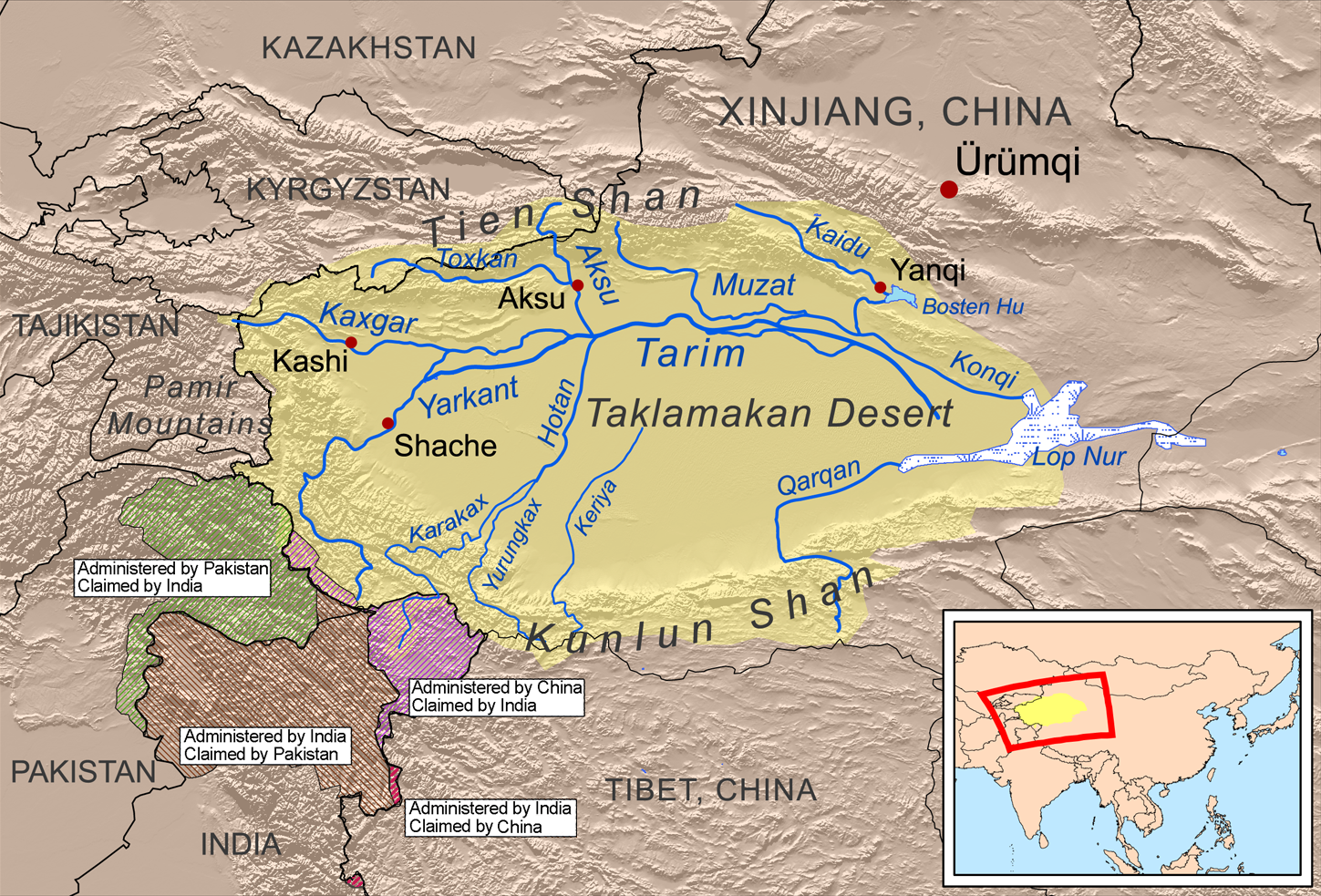
Stroomgebied Tarim.

- Qiemo
- Kaidu
- Tarim - mondt uit in het Lopmeer
  - Muzat
  - Khotan
    - Karakash (Zwarte Jade) (黑玉江)
    - Yurungkash (Witte Jade) (白玉江)

  - Aksu
    - Toshkan

  - Yarkand
    - Kashgar
    - Tashkurgan
    - Shaksgam
- Shule
  - Dang
  - Lucao
    - Yulin

  - Changma
- Karatash

## Kanalen
- Grote Kanaal (China) (大运河)
- Lingqukanaal (灵渠), tussen de stroomgebieden van de Parelrivier en de Yangtze
- Irtysj–Karamay–Ürümqikanaal (alleen irrigatie)
- Caoqukanaal (uitgedroogd)